# Mistrovství Evropy v judu 2016

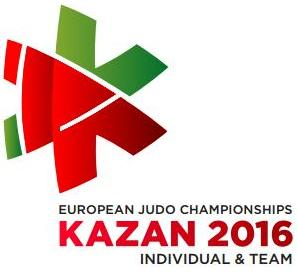
Logo ME 2016 v judu

Mistrovství Evropy ve váhových kategoriích v judu proběhlo v Tatněfť-Areně v Kazani, Rusko ve dnech 21. až 23. dubna 2016. Po skončení turnaje soutěže pokračovaly v mistrovství Evropy týmů.

## Program
- ČTV – 21.04.2016 – superlehká váha (−60 kg, −48 kg), pololehká váha (−66 kg, −52 kg), lehká váha −57 kg)
- PÁ – 22.04.2016 – lehká váha (−73 kg), polostřední váha (−81 kg, −63 kg), střední váha (−70 kg)
- SO – 23.04.2016 – střední váha (−90 kg), polotěžká váha (−100 kg, −78 kg), těžká (+100 kg, +78 kg)
- NE – 24.04.2016 – soutěž týmů

## Česká stopa
podrobně zde

## Výsledky

### Muži
| Kategorie | Podrobně | Zlato                      | Stříbro                   | Bronz                | Bronz                    |
| --------- | -------- | -------------------------- | ------------------------- | -------------------- | ------------------------ |
| -60 kg    | podrobně | Walide Khyar (FRA)         | Orchan Safarov (AZE)      | Ovanes Davtjan (ARM) | Elios Manzi (ITA)        |
| -66 kg    | podrobně | Važa Margvelašvili (GEO)   | Colin Oates (GBR)         | Fabio Basile (ITA)   | Arsen Galsťan (RUS)      |
| -73 kg    | podrobně | Rustam Orudžov (AZE)       | Laša Šavdatuašvili (GEO)  | Rok Drakšič (SLO)    | Nugzar Tatalašvili (GEO) |
| -81 kg    | podrobně | Chasan Chalmurzajev (RUS)  | Avtandil Črikišvili (GEO) | Ivajlo Ivanov (BUL)  | Robin Pacek (SWE)        |
| -90 kg    | podrobně | Varlam Lipartelijani (GEO) | Krisztián Tóth (HUN)      | Piotr Kuczera (POL)  | Marcus Nyman (SWE)       |
| -100 kg   | podrobně | Henk Grol (NED)            | Toma Nikiforov (BEL)      | Michael Korrel (NED) | Grigorij Minaškin (EST)  |
| +100 kg   | podrobně | Teddy Riner (FRA)          | Ori Sason (ISR)           | Daniel Natea (ROU)   | Levan Matyjašvili (GEO)  |

### Ženy
| Kategorie | Podrobně | Zlato                       | Stříbro                         | Bronz                       | Bronz                          |
| --------- | -------- | --------------------------- | ------------------------------- | --------------------------- | ------------------------------ |
| -48 kg    | podrobně | Charline Van Snicková (BEL) | Éva Csernoviczká (HUN)          | Dilara Lokmanhekimová (TUR) | Monica Ungureanuová (ROU)      |
| -52 kg    | podrobně | Majlinda Kelmendiová (KOS)  | Priscilla Gnetová (FRA)         | Andreea Chițuová (ROU)      | Julija Ryžovová (RUS)          |
| -57 kg    | podrobně | Automne Paviaová (FRA)      | Ivelina Ilievová (BUL)          | Nora Gjakovaová (KOS)       | Timna Nelsonová Levyová (ISR)  |
| -63 kg    | podrobně | Tina Trstenjaková (SLO)     | Kathrin Unterwurzacherová (AUT) | Jekatěrina Valkovová (RUS)  | Anicka van Emdenová (NED)      |
| -70 kg    | podrobně | Gévrise Émaneová (FRA)      | Esther Stamová (GEO)            | Szabina Gercsáková (HUN)    | Fanny-Estelle Posviteová (FRA) |
| -78 kg    | podrobně | Audrey Tcheuméová (FRA)     | Guusje Steenhuisová (NED)       | Luise Malzahnová (GER)      | Natalie Powellová (GBR)        |
| +78 kg    | podrobně | Kayra Sayitová (TUR)        | Svitlana Jaromková (UKR)        | Belkıs Zehra Kayaová (TUR)  | Jasmin Külbsová (GER)          |

## Statistika
- Věkový průměr medailistů – 25,00 (medián – 25 let)
- Věkový průměr medailistek – 26,29 (medián – 26 let)

- Nejmladší vítěz – Walide Khyar (21 let)
- Nejmladší vítězka – Majlinda Kelmendiová (25 let)
- Nejstarší vítěz – Henk Grol (31 let)
- Nejstarší vítězka – Gévrise Émaneová (34 let)

- Nejmladší medailista – Elios Manzi (20 let)
- Nejmladší medailistka – Szabina Gercsáková (20 let)
- Nejstarší medailista – Colin Oates (33 let)
- Nejstarší medailistka – Gévrise Émaneová (34 let)

pozn. Věk je počítán podle ročníku narození. V případě ataku rekordu se upřesňuje podle data narození a data získaní medaile.